# Панцир (бойове спорядження)

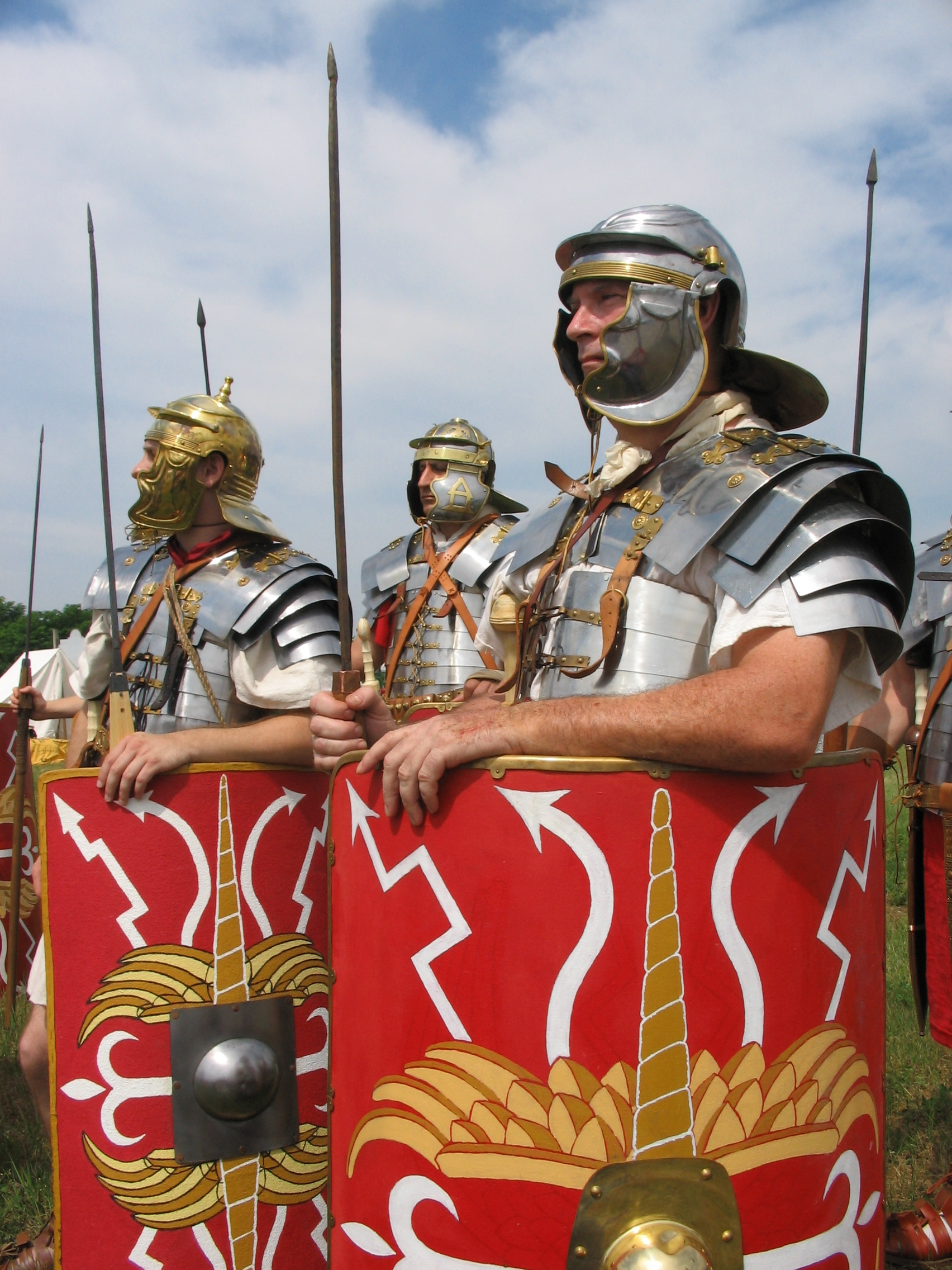
Римські гастати — різновид піхоти Давнього Риму в панцирному обладунку (лорика сегментата). Сучасна реконструкція

Па́нцир — частина старовинного, звичайно металевого, бойового спорядження, яке захищало тулуб воїна від ударів холодної зброї.
Слово «панцир» походить, ймовірно, через пол. pancerz і чеськ. раnсíř, раnсéř від сер.-в.-нім. panzier (пор. сучасне нім. Panzer), яке, в свою чергу, походить через старофр. pancier від лат. pantex («черево», «живіт»). Буквально — «те, що захищає живіт». Засвідчена в пам'ятках давньоруської писемності форма пансырь, можливо, запозичена зі старофранцузької через посередництво сер.-н.-нім. panser.

## Стародавній світ

### Стародавня Греція
Панцирі Стародавньої Греції відомі під загальною назвою «торакс». Частіше так зараз називають мідяні, бронзові та залізні панцирі з викарбованим рельєфом грудної і черевної мускулатури — анатомічні кіраси. Металеві торакси також звали еміторакс, геміторакс (ημιθώραξ), а панцирі з кількох шарів просоченого лляного полотна — ліноторакс (λινοθώραξ).

### Стародавній Рим
В армії Стародавнього Риму щодо панциру взагалі вживали слово «лорика» (lorica); за різних часів він міг мати різний вигляд. Спочатку римляни використовували металеві анатомічні кіраси лорика мускулата, аналогічні давньогрецьким тораксам, згодом з'явилися кольчужні обладунки лорика гамата, які пізніше вийшли з ужитку у важкій піхоті та використовувалися лише вершниками і ауксиліаріями. Найвідомішим римським панциром є лорика сегментата з поперечних залізних смуг. Під час підкорення Азії римляни познайомилися і зі східними лускатими обладунками, які за правління династії Северів (193—235 р.р.) набули поширення у римській армії під назвою «лорика сквамата» («луската лорика»). Первісно такий панцир використовували виключно центуріони, проте на ІІІ ст. він поширився і серед простих легіонерів. Щодо «пірчастого» обладунку лорика плюмата, то він, через свою дороговизну, уживався лише воєначальниками.

## Середньовіччя
Звичайним обладунком раннього Середньовіччя була кольчуга. Потім до неї стали додавати додаткові захисні елементи. Класичний лицарський обладунок пізнього Середньовіччя складався з шолома, бувігера, нагрудника, начеревника, наспинника, опах, наплічників, налокітників, поручів, набедреників, набедренних щитків, наколінників, наголінників, металевого взуття.

## Новий час
В арміях Нового часу обладунки для захисту тулуба продовжували використовуватися як піхотинцями (ландскнехти, зокрема пікінери першого ряду), так і кіннотниками (жандарми, кірасири, рейтари, кінні аркебузири). Кінні аркебузири з часом перейменовуються в карабінерів, а після Тридцятилітньої війни кірасири поступово витісняють рейтарів, залишаючись єдиним видим броньованої кінноти (у наполеонівській армії кіраси носили й карабінери).

### Кірасири
Наприкінці XVI століття в армії Моріца Оранського з'явилися перші кірасири, що були схожі на латників пізнього Середньовіччя (обладунки на зразок максимільянівського або міланського). Вони носили обладунок «у три чверті»: він закривав увесь тулуб і ноги до коліна. Голову захищали закритим шоломом, бургіньйотом або шишаком, які носили зазвичай разом з горжетом для захисту шиї. Захист тулуба складався з нагрудника і наспинника, іноді посилювався плакартом. Руки були захищені поручами, наплічниками, налокітниками. Від латних рукавиць майже відмовилися, особливо для правої руки, оскільки вони заважали заряджати пістолі. Замість комбінації коротких набедренних щитків і набедреників для захисту стегон стали використовуватися видовжені набедренні щитки, а для захисту гомілок — високі кавалерійські чоботи, що замінили раніші наголінники і сабатони. З удосконаленням піхотної вогнепальної зброї, особливо з впровадженням мушкетів, корисність повного обладунку істотно зменшилася. На середину XVII століття кірасир у такому обладунку ставав дедалі більше анахронізмом. «Вбивчо йти на війну в цілому обладунку», — зауважував очевидець кінця XVII ст. Наприкінці століття кірасирський обладунок втратив захист кінцівок і відтоді складався тільки з нагрудної і наспинної пластин (кіраси). На початку XX ст. кіраси були ліквідовані (крім парадної форми), а назва «кірасирські» збереглась за традицією за окремими полками в деяких арміях.

## Сучасність
Під час Першої і Другої світових війн армії використовували сталеві нагрудники. У другій половині XX ст. поширення отримали бронежилети.